# Ighiu, Harghita
Ighiu (maghiară Ége) este un sat în comuna Ulieș din județul Harghita, Transilvania, România.

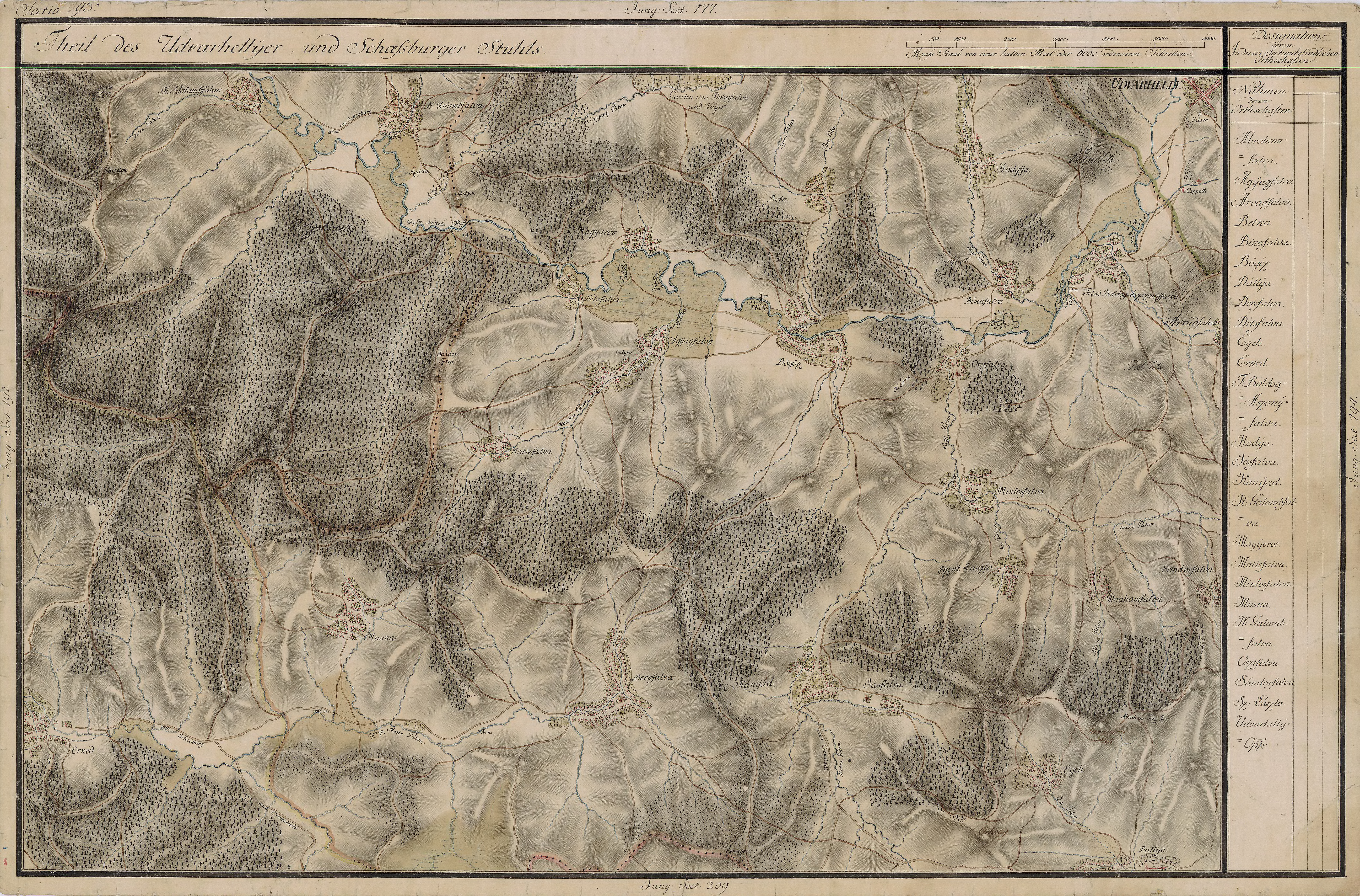
Ighiu în Harta Iosefină a Transilvaniei, 1769-1773

 Acest articol despre o localitate din județul Harghita este deocamdată un ciot. Puteți ajuta Wikipedia prin completarea lui.